# Larkhill
Larkhill est une ville de garnison située dans la paroisse civile de Durrington, dans le Wiltshire, en Angleterre. Elle se trouve à environ 2,8 km à l'ouest du centre de Durrington et à 2,4 km au nord du monument préhistorique de Stonehenge.
La localité est depuis longtemps associée à l'armée britannique et s'est développée à l'origine à partir de camps militaires. C'est aujourd'hui l'une des principales garnisons du plateau de la Plaine de Salisbury, avec le camp de Tidworth (en), le camp de Bulford (en) et la caserne de Waterloo Lines à Warminster. L'École royale d'artillerie se trouve à Larkhill et le régiment de l'Artillerie Royale y a déménagé sa principale caserne de Woolwich en 2008.

## Étymologie
Avant l'établissement de la garnison militaire, la zone était connue sous le nom de Lark Hill, une partie de Durrington Down, en raison du fait qu'il s'agit du point le plus élevé de la paroisse. Après l'établissement des premiers bâtiments militaires, elle a été connue sous le nom de Larkhill Camp.

## Histoire
Une grande partie de Larkhill se trouve dans le site du patrimoine mondial de Stonehenge, une zone riche en monuments du néolithique et de l'âge du bronze. Plusieurs tumulus allongés et groupes de tumulus ronds sont situés dans la localité. Robin Hood's Ball (en), le Cursus de Stonehenge et le Petit Cursus se trouvent à proximité de la garnison.
La première implantation moderne a eu lieu en 1899, lorsqu'un camp de tentes a été établi pour les unités s'entraînant sur une zone de la plaine de Salisbury connue sous le nom de Larkhill Range. Les unités étaient hébergées dans de vastes campings officiels pendant l'entraînement tout au long de l'été, Le champ de tir de Larkhill étant destiné aux exercices d'artillerie, de nombreuses unités étaient des batteries d'artillerie. En 1914, les premières cabanes permanentes ont été construites sur le champ de tir.
Pendant la Première Guerre mondiale, 34 garnisons de baraquements de la taille d'un bataillon ont été construites pour tous les types de forces militaires. Une ligne de chemin de fer militaire légère a été construite à partir de la ligne Amesbury-Bulford (en), pour transporter les troupes vers Larkhill et les aérodromes de Stonehenge et de Lake Down (près de Berwick St James).
Après la guerre, la garnison devient un domaine d'artillerie et, en 1919, l'École royale d'artillerie s'y installe. Le chemin de fer léger est supprimé et les aérodromes sont fermés. Cependant, plusieurs autres installations ont été créées dans l'entre-deux-guerres, notamment un hôpital militaire, des logements familiaux à Strangways, un service des Instituts des Forces Navales, Terrestres et Aériennes (en), et des églises militaires. Le célèbre canon Ordnance QF 25 pounder a été mis au point par l'École d'artillerie peu avant le début de la Seconde Guerre mondiale.

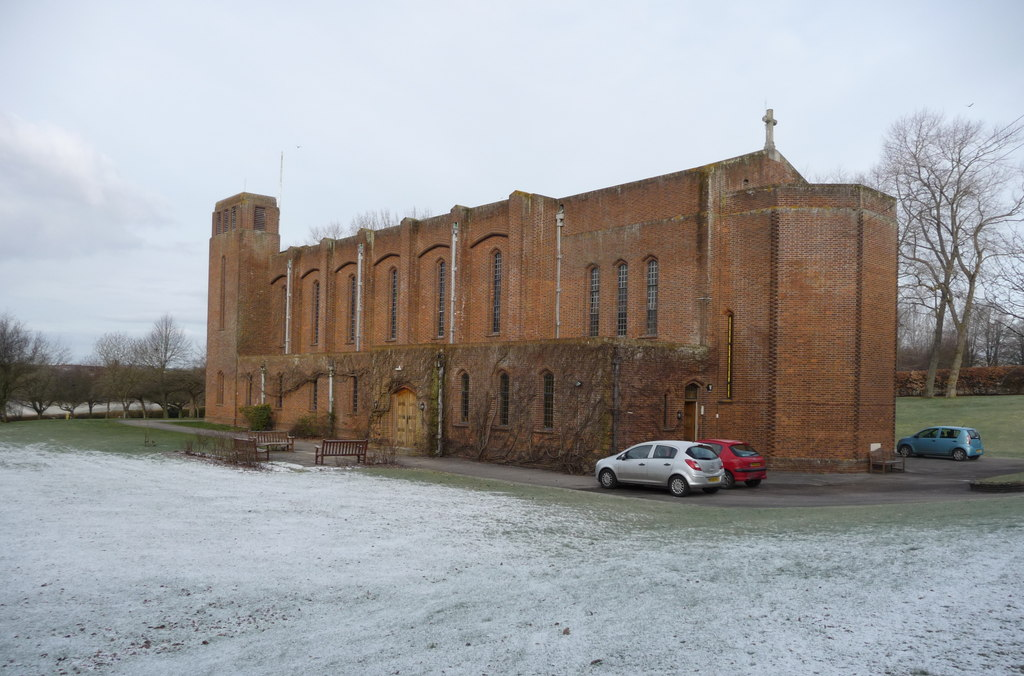
Église de garnison Saint Alban le Martyr.

L'église de garnison Saint Alban le Martyr (en) a été construite en 1937 en remplacement d'une église en bois plus ancienne.
Pendant la Seconde Guerre mondiale, la garnison a de nouveau été agrandie, mais principalement pour des unités d'artillerie. La 21e compagnie indépendante de parachutistes de la 1re division aéroportée y a également été formée.
Après la Seconde Guerre mondiale, de nombreux bâtiments ont été remplacés par des structures modernes. La garnison de l'École royale d'artillerie a été reconstruite et s'est établie de façon permanente sur le site. Le mess des officiers (construit de 1936 à 1941, conçu par William A Ross, architecte en chef du ministère de la Guerre) est aujourd'hui classé monument historique de Grade II. Un nouvel événement a été lancé en 1962 pour présenter la technologie de l'artillerie militaire - d'abord appelé Journée de Larkhill, il est devenu la Journée de l'artillerie royale en 1970,.
Une école primaire a ouvert ses portes à Larkhill en 1962.

## Vols militaires

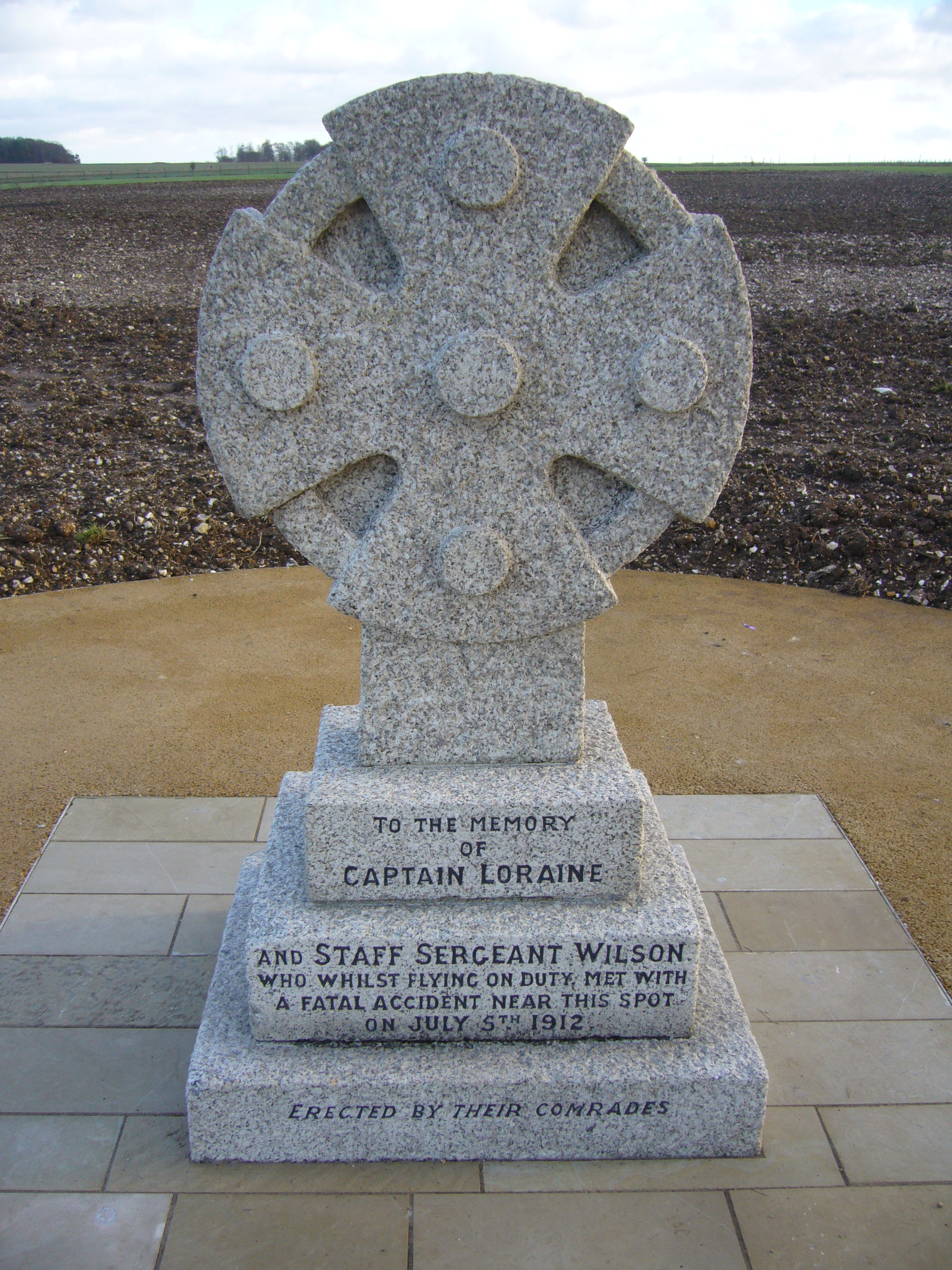
Mémorial du capitaine Loraine et du sergent-chef Wilson, tués en 1912, près du Centre des visiteurs de Stonehenge (2013).

En 1909, Horatio Barber (en), un passionné d'aviation, loue un petit terrain à Larkhill. Il y construit un hangar pour abriter son nouvel avion et est bientôt rejoint par d'autres passionnés. Parmi eux, George Bertram Cockburn, un pionnier de l'aviation, et le capitaine John Fulton, qui servait dans une brigade d'artillerie. C'est en partie grâce à leur intérêt que le ministère de la Guerre a rapidement compris l'importance des avions et a, en 1910, créé à Larkhill le premier aérodrome de l'armée,. Plusieurs autres cabanes ont été construites et un hangar à trois baies a été construit par la British and Colonial Aeroplane Company, un précurseur de la société British Aerospace. En 1911, la compagnie n° 2 du bataillon aérien du génie royal s'installe à Larkhill ; c'est la première unité volante des forces armées à utiliser des avions plutôt que des ballons. En mai 1912, elle devient l'escadron n° 3 du Royal Flying Corps (en), le premier escadron du RFC à utiliser des avions.
En juillet 1912, le RFC connaît son premier accident aérien mortel. Le capitaine Eustace Loraine (en) et son observateur, le sergent-chef R.H.V. Wilson, sont tués lorsqu'ils s'écrasent à l'ouest de Stonehenge après avoir décollé de l'aérodrome de Larkhill. Un mémorial a été érigé près de l'A303, puis déplacé sur un site près du centre des visiteurs de Stonehenge en 2013. Le croisement de la route route A360 (en) et de l'ancienne route A344 (en) est connu sous le nom d'Airman's Corner ou Airman's Cross.

## Garnison de Larkhill
La garnison de Larkhill est contrôlée par le Quartier Ganaral Sud-Ouest (en), basé aux Baraquements Jellalabad, au camp de Tidworth (en),,. À mi-2020, les unités suivantes sont basées à Larkhill,,, :
- Baraquements de l'École royale d'artillerie :
  - Quartier Général de la Royal Artillery[25],[26] ;
  - 221 (Wessex) Battery, Royal Artillery[27] ;
  - Royal Artillery Centre for Personal Development, at Royal Artillery Barracks[28] ;
  - École royale d'artillerie, Baraquements de la Royal Artillery[29] :
    - 14e Régiment de l'Artillerie Royale (en), aux Baraquements de la Royal Artillery[30],[31] ;
- Lignes Purvis :
  - 26e Régiment de l'Artillerie Royale (en)[32] ;
- Baraquements Roberts :
  - 32e Régiment de l'Artillerie Royale (en)[33],[31] ;
- Baraquements Horne :
  - 47e Régiment de l'Artillerie Royale (en)[34],[31] ;
- Baraquements non nommés :
  - 175 Investigation Company, Special Investigation Branch de la Royal Military Police ;
  - 12 Army Education Centre[35].

## Dans la culture populaire
La bande dessinée V for Vendetta et son adaptation cinématographique mettent en scène un centre de détention fictif à Larkhill, où les minorités et les ennemis de l'État fasciste sont éliminés. Le scénariste, Alan Moore, a déclaré avoir choisi Larkhill en raison de ses liens évidents avec l'armée, mais aussi à la suite d'un voyage en auto-stop particulièrement désagréable qu'il avait fait dans la région.